# Byakaravalli, Sakleshpur
Byakaravalli là một làng thuộc tehsil Sakleshpur, huyện Hassan, bang Karnataka, Ấn Độ.